# Freckenham
Freckenham is een civil parish in het bestuurlijke gebied Forest Heath, in het Engelse graafschap Suffolk met 344 inwoners.